# 华东革命烈士陵园
华东革命烈士陵园位于山东省临沂市兰山区沂州路与银雀山路交汇处，金雀山脚下，沂河西岸，是全国爱国主义教育示范基地。
1949年4月，山东省人民政府为纪念在抗日战争和第二次国共内战中牺牲的华东地区革命烈士，在当时的鲁中南行政区公署所在地临沂城建设了该陵园，称“临沂革命烈士陵园”，这也是华东地区最大的革命烈士陵园。1977年，陵园成为山东省文物保护单位，1986年10月改称“华东革命烈士陵园”。
陵园分为两个墓区：东墓区和西墓区，以45米高的五角灯塔式革命烈士纪念塔为中心。
东墓区有中华人民共和国开国首席大将粟裕骨灰撒放处以及罗炳辉、国际共产主义战士汉斯·希伯和王麓水墓；西墓区有常恩多、刘炎和张元寿墓。
塔后是宫殿式烈士纪念堂。堂内有表现烈士事迹的浮雕和镌刻着61813位烈士英名的石碑。纪念堂前左右两侧分别是沂蒙精神展馆和解放战争陈列馆。